# Пољски раставић
Пољски раставић (коњски реп, коњореп, преслица, вртеника, штукавац, гајдица, креш, вошће), лат. Equisetum arvense, припада разделу раставића (Equisetophyta) који су данас заступљени само једним родом Equisetum.

## Грађа
То су зељасте вишегодишње биљке, понекад високе и до једног метра, које се лако препознају по изразито чланковитом стаблу. Ризом је чланковит, разгранат, са адвентивним коренима. Стабло раставића је чланковито, често неразгранато, а ако гране постоје, онда су оне у пршљеновима. Биљка зиму преживи под земљом, ризомом који је богат хранљивим материјама. На чворовима стабла су пршљенасто распоређени ситни листићи који граде рукавац. Чланци стабла су са уздужним ребрима, која су врло оштра због присуства силицијума у ћелијским зидовима епидермиса.
Због мале величине листова стабло је преузело функцију фотосинтезе, која се одвија у асимилационом ткиву смештеном испод епидермиса. Спроводни систем стабла граде колатерални спроводни снопићи са ваздушним каналом у средини. Ксилем изграђују трахеиде (ретко има и по коју трахеју), а флоем само ситасте ћелије.